# Fazu Alieva
Pour les articles homonymes, voir Alieva.
Fazu Alieva, née le 5 décembre 1932 à Khounzakh et morte le 1er janvier 2016 à Makhatchkala, est une poétesse, écrivaine et journaliste russe de langue avar. Elle a été aussi un défenseuse des droits de l'homme. 

## Biographie
Fazu Alieva commence à écrire de la poésie dès son plus jeune âge et sera considérée comme une véritable poétesse pendant ses années d'école. Elle écrit en avar et en russe. Elle a dix-sept ans quand
ses poèmes sont publiés pour la première fois dans le journal Bolchevik gor en 1949, puis dans le journal Komsomolets Dagestana et dans le journal en langue avare Droujba. 
Enseignante en 1950-1954, elle étudie à l'Institut pédagogique des femmes du Daghestan en 1954-1955.
Diplômée de l'Institut de littérature Maxime-Gorki en 1961, elle est rédactrice des éditions de la littérature pédagogique de Daghestan en 1962. À partir de 1971, elle est rédactrice en chef du journal Jenchina Daghestana (Femme de Daghestan). 
Membre de l'Union des écrivains soviétiques et de l'Académie Nationale des Sciences du Daghestan. Pendant quinze ans elle est présidente adjointe du Conseil suprême de Daghestan. À partir de 1971, elle est présidente du comité de la paix de Daghestan.
Morte à Makhatchkala, Fazu Alieva est enterrée au cimetière municipal.

## Distinctions
- Ordre de Saint-André (2002)
- ordre du Mérite pour la Patrie de 3e classe (2015)
- ordre du Mérite pour la Patrie de 4e classe (1998)
- ordre de l'Amitié des peuples (1983, 1994)
- ordre de l'Insigne d'honneur (1960)